# Shaka
Shaka (1787-22 de septiembre de 1828), también conocido como Shaka Zulú, nombre con el que suele aparecer con mayor frecuencia en los libros de historia, fue un jefe tribal zulú que a principios del siglo XIX inició un proceso que transformó a la pequeña tribu zulú en la nación guerrera más poderosa de África, que se enfrentó con éxito al avance del Imperio británico desde el cabo de Buena Esperanza.
Existen varias versiones sobre la vida y obra de este jefe tribal que a menudo están reñidas con la realidad, presentándolo como un brillante líder militar o como un déspota inhumano. Las fuentes sobre su vida provienen principalmente de la tradición oral zulú.
En la época y sociedad tribal de Shaka existían creencias en rituales mágicos y religiosos que los zulúes realizaban, incluso en el ámbito de la guerra. Las crónicas europeas siempre los utilizaron para descalificar la cultura zulú y han influido en las evaluaciones posteriores sobre Shaka.
Aunque lo que más se ha destacado de este líder tribal es el aspecto temible de su personalidad, se reconoce la genialidad que demostró transformando en una nación a una tribu pequeña y poco importante, que defendía tenazmente su territorio en un marco de guerras de aniquilación intertribales por la posesión de ganado o la conquista de territorio.
Cuando llegó al poder, Shaka tenía como seguidores a los 1.500 miembros del clan de su padre, y apenas un tercio de ellos eran guerreros. Tras años de brutales guerras, en 1820 toda la meseta de Natal había sido conquistada y las tierras de sus enemigos devastadas. Tres años después, finalmente todas las tribus zulúes quedaron subordinadas a su mando. Finalmente, en 1826, un ejército de 50 000 zulúes atacó y destruyó a los ndwandwes, una tribu de 40 000 personas. Al momento de su muerte, Shaka gobernaba sobre un cuarto de millón de personas o medio millón de personas y poseía un ejército de 90 000 a 100 000 hombres y mujeres (aunque solo unos 50 000 lanzas podían movilizarse a la vez).
Usualmente se ha acusado a Shaka de haber matado a más de un millón de personas en sus campañas y de provocar grandes migraciones de sus enemigos vencidos que no deseaban morir. Esta cifra procede del escritor Henry Francis Fynn en 1832, cuando el gobernador de El Cabo le informó de la despoblación causada por Shaka. Sin embargo, Flynn no fue testigo presencial de los eventos, por lo que sus estimaciones son cuestionables.
El reinado de Shaka fue de 12 años (1816-1828), en los que forjó una nación que formó un imperio en el sureste africano durante el siglo XIX, conocido como la nación zulú, a la que dio una serie de valores y tradiciones que han perdurado hasta el presente , y que aún existe como nación en las actuales Basutolandia y Bechuanalandia, y se considera independiente. Cabe destacar la complejidad de mantenerse tantos años en el poder en esta época, una gesta que consiguió el rey zulú. 
Shaka tuvo una gran relación con los ingleses. Muchas veces esperaba las embajadas enviadas por el rey inglés con gran ilusión, contradiciendo las posiciones que añaden la adversidad que había entre ellos. Ejemplo de que no fue así es la gran relación que tuvo con Henry Francis Fynn o la cesión de algunas tierras en Port Natal, para que éstos habitaran allí.

## Los inicios

Colonia de Natal,.

En los tiempos de Shaka, los zulúes habitaban en el lugar donde hoy se encuentra la provincia de Natal, en el este de Sudáfrica.
Las primeras crónicas europeas relatando la vida de los zulúes fueron proporcionadas por náufragos en el siglo XVIII, que los describían como un pueblo amable, cordial, próspero y observante de la ley. Más tarde se dijo que evolucionaron negativamente hacia las posteriores crónicas victorianas, que con interés colonial calificaban a los zulúes como un pueblo salvaje, feroz e incivilizado.
Shaka nació un día indeterminado del año 1787 como producto de un embarazo de su madre, Nandi, con el jefe zulú Senzangakona, pero por fuera del protocolo propio de los nobles zulúes. La sociedad zulú tenía una práctica de la poligamia ampliamente extendida, pero tenía también normas de conducta estrictas que regulaban en particular las relaciones sexuales entre jóvenes: a pesar de que Shaka era hijo de un jefe, tanto él como su madre cayeron en desgracia y fueron marginados por su tribu. Un momento clave de su marginación ocurrió a los seis años de vida del niño, cuando Shaka cuidaba las ovejas de su padre; un descuido causó que un perro matara a una de las ovejas, causando la furia de Senzangakona. Su madre intentó defenderlo, pero sólo logró ser incluida ella misma en el castigo y la marginación.
La marginación sistemática a la que ambos fueron sometidos abarcó múltiples aspectos de sus vidas y pasaron grandes penalidades y humillaciones: entre ellas el mismo nombre de Shaka, que significa escarabajo en lengua zulú. Como consecuencia de esta marginación, se despertó en él un notable resentimiento y una sensación de injusticia que se convirtió más adelante en una ambición despiadada e implacable.
Con el tiempo, Senzangakona se convirtió en jefe de los zulúes pero repudió a Shaka como hijo. Su madre, consciente de que la tradición zulú llevaba a los padres a asesinar a sus hijos para evitar amenazas futuras, le alejó de la tribu para protegerlo.

## Exilio y primeros años de reinado
Antes de llegar al clan donde se establecieron, los Mthethwa, ambos vagaron por diversos kraals (clanes), pero en todos ellos sucedía lo mismo: Shaka sufría bullying por parte de los chicos de su edad. En 1802 hubo una hambruna que afectó a Elangeni -zona en la que vivían-, y tuvieron que exiliarse hacia la tribu de los Mthethwa. 
El alejamiento supuso para Shaka un amargo exilio en el que después de vagar por varios lugares terminó siendo un guerrero en los regimientos (escudos) de instrucción de la tribu Mthethwa, en la que estuvo varios años sirviendo como soldado. Allí adquirió una experiencia que sería la fuente de sus ideas innovadoras y pudo analizar las técnicas militares y de organización social.
Durante esos años desarrolló un físico imponente, un carácter temperamental y destacó tan notablemente como guerrero que cuando murió el príncipe mthethwa fue nombrado sucesor de este y recibió el favor del jefe Dingiswayo –parece ser que Shaka había mandado matar a los dos herederos directos del trono mthethwa.
Sus hazañas hicieron que el jefe Dingiswayo llamara al padre de Shaka ante su corte y les presentara mutuamente. Al principio su padre no le reconoció, pero este encuentro hizo que acabaran reconciliándose y sería el principio de su ascenso al poder hasta convertirse en jefe de facto de dos tribus en los inicios de su reinado, después de que el padre y un medio hermano de Shaka murieran en circunstancias aún desconocidas.
Shaka asumió el mando de la tribu zulú al morir su padre y su medio hermano, convirtiéndose así en jefe de una tribu hacia la que, debido a los años de marginación que había sufrido hasta entonces, no sentía lealtad alguna. Pero el sufrimiento que había padecido le inspiró a realizar cambios actuando desde el principio con celeridad y determinación para crear una comunidad basada en los principios del trabajo, deber social, respeto por la jerarquía y la autodisciplina, reforzados por un sistema de justicia basado en castigos severos para el que los violaba.
Inicialmente, Shaka tuvo que cuidarse mucho de no ofender a los poderosos ancianos de la tribu con carácter conservador. Teniendo esto en cuenta, empezó a realizar cambios sustanciales en la organización del ejército zulú, utilizándolo como motor de cambio para realizar las reformas que constituyeron la base de su poder.
A medida que se desarrollaba su sistema militar también iban cambiando los roles desempeñados por el hombre y la mujer en la sociedad zulú. Las mujeres empezaron a hacerse cargo del suministro de víveres a la población y a prestar apoyo logístico al ejército durante sus campañas, y los hombres empezaron a combinar las tradicionales tareas de pastoreo del ganado con las militares en igual medida.
Después de trasladar su cuartel general a un lugar más conveniente por razones estratégicas y modificar las leyes matrimoniales zulúes, estableció el sistema de Amabutho: éste consistía en la formación de cuadros militares con jóvenes de la misma edad en cada área, a los que dio un toque personal, inculcando disciplina, lealtad, determinación y coraje. A su vez potenciaba las habilidades marciales como elemento primordial para organizar un auténtico sistema de milicias, con un período de servicio obligatorio que rondaba los tres años.
Existe la creencia aceptada de que instauró un sistema de instrucción militar en un terreno cubierto de espinos para endurecer las plantas de los pies de los guerreros hasta permitirles prescindir de las incómodas sandalias que utilizaban, aumentando así su movilidad en el combate. Introdujo en su ejército un arma de invención propia, una especie de corto assegai (lanza) muy útil como arma blanca y mucho más manejable que los largos assegai usados hasta entonces, dándole al ejército zulú una superioridad táctica sin precedentes en la región.
Con la introducción de esta nueva arma y los nuevos regimientos varió la forma de hacer batalla de la época. Ahora la lucha sería cuerpo a cuerpo, debido a que esta lanza estaba creada para ello. Anteriormente, se utilizaban lanzas arrojadizas, que fueron prohibidas por Shaka.

## La construcción del Reino

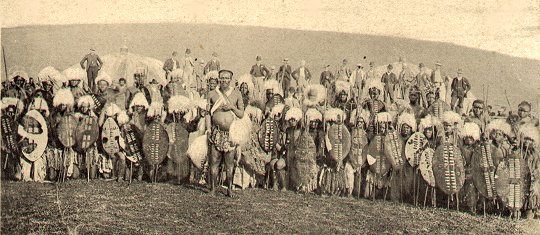
Guerreros zulúes.

Una vez reorganizado su ejército, Shaka probó sus nuevas ideas en un enfrentamiento con el clan Bhutelezi, un pueblo con el que los zulúes ya tenían viejas rivalidades. El ejército zulú fue tan eficiente que los derrotó estrepitosamente en los primeros combates y consiguió destruir al clan.
Esta fue la primera de varias campañas militares que los zulúes realizaron en una época conocida como el Mfecane, un período muy caótico de la historia africana en el que varios líderes utilizaron el terror y la violencia para someter a sus adversarios. En este período, y Shaka tuvo que enfrentarse a la amenaza de la tribu Ndwandwe, que al mando del jefe Zwide, derrotó a los Mthethwa y mató al jefe Dingiswayo.
Para hacer frente a esta amenaza, Shaka buscó formar alianzas con otras tribus. Durante las negociaciones fue despreciado por el jefe de una tribu con la que estuvo durante su exilio; su reacción contra este jefe fue implacable: envió a uno de sus Impi (ejército de guerreros zulúes) y mató al jefe, después de someter a la tribu y colocar como sucesor del antiguo jefe a otro que se hizo aliado de los zulúes y le ayudó a controlar la zona. La fama de Shaka como hombre poderoso y mágico se extendió rápidamente.
En 1818, Shaka libró su primera batalla contra Zwide, en la que el ejército zulú sufrió numerosas bajas; cubrió los huecos con guerreros de tribus aliadas y reforzó aún más la disciplina del ejército para paliar las posibles deficiencias.
Más tarde, en 1819, los exploradores zulúes informaron a Shaka que el ejército de Zwide estaba preparando un ataque. Su reacción fue abandonar muchos de los asentamientos zulúes al norte de KwaBulawayo y llamar a filas a todos los hombres disponibles para reforzar su ejército. No era una retirada: era una estrategia consistente en retirar gradualmente sus tropas a medida que el enemigo avanzaba con lo que, al cabo de algunos días, el ejército de Zwide se quedó sin provisiones. Para aumentar el temor en las filas enemigas, hizo que partidas de guerreros zulúes se infiltraran en el campamento enemigo con el objetivo de minar su moral. Todas estas tácticas facilitaron su victoria sobre Zwide; como resultado, el jefe Zwide fue ejecutado, los supervivientes perseguidos y la capital del enemigo arrasada junto con todos sus habitantes.
Después de la derrota de los Ndwandwe, los territorios zulúes se extendieron desde el macizo de Drakensberg hasta el mar, con un área costera que abarcaba desde Puerto Natal hasta la bahía de Delagoa.
Esencial para la expansión territorial de los zulúes fue la reforma del ejército que hizo Shaka. Anteriormente al rey zulú el arma principal de las tribus sudafricanas era una lanza larga, arrojadiza y con punta de metal, llamada azagaya. Las batallas se limitaban al lanzamiento de esta arma y rara vez había combate cuerpo a cuerpo, por lo que no moría mucha gente. Shaka introdujo una nueva arma, una lanza corta que se usaba como puñal, la iklwa, junto con un pesado y mucho mayor escudo hecho de piel de vaca. La idea era que cuando se protegiera con el escudo en la mano izquierda de los ataques del enemigo, mientras que se apuñalaba al enemigo con la iklwa en las costillas.
Shaka además descartó el uso de sandalias para darles mayor velocidad a sus guerreros; los que se opusieron fueron ejecutados. Tras esto entrenó a sus hombres para marchar unas 50 millas diarias, sobre terreno agreste y caluroso. También les entrenó para hacer tácticas de cerco. Para marchar descalzos sobre estos terrenos varios kilómetros diarios Shaka ordenó a sus guerreros caminar sobre montones de ramas con espinas, usualmente de acacias.
Para mayor apoyo logístico todo niño varón desde los seis años pasaba a ser udibi, aprendiz de guerrero y a cargo de los suministros y armas, a veces eran usados como fuerzas ligeras para ir por tributos (ganado, mujeres y hombres jóvenes) y para atacar fuerzas en los flancos (ibutho lempi).
Reorganizó los regimientos, que se siguieron dividiendo por edad, y el trabajo se dividió entre los distintos miembros y unidades. A cada regimiento dio una insignia y con nombre propio. A las fuerzas armadas o ejércitos se les llamó impi (aunque cualquier fuerza podía llevar ese nombre). Se organizaron «regimientos», «cuerpos» y «ejércitos», el número de hombres variaban muchos, según las necesidades de campaña, mano de obra local y deseo del rey. Un regimiento variaba de 400 a 4000 hombres.
La táctica de batalla principal era la formación de los cuernos del búfalo:
- La fuerza principal o cabeza ataca el enemigo por el frente y lo inmoviliza. La componen los guerreros más fuertes.
- Las fuerzas de los flancos o cuernos, mientras el enemigo está fijado por la «cabeza», los «cuernos» atacan ambos flancos del enemigo buscando dejar atrapado al enemigo.
- La retaguardia o lomo detrás de la «cabeza», entraban en acción si se rompía el cerco.

La coordinación estaba a cargo de los izinduna (jefes de regimientos) quienes usaban señales de manos o mensajeros. Debe de destacarse que todas las innovaciones de Shaka son simples adaptaciones de la cultura nativa sin influencia europea.

## El apogeo
La consolidación del poder zulú tuvo una gran repercusión en los territorios circundantes; algunos jefes condujeron a sus tribus hacia el norte, hasta los actuales Mozambique y Zimbabue, otros huyeron hacia el oeste por las montañas de Drakensberg y los que se quedaron fueron asimilados en el nuevo Imperio zulú como vasallos que debían rendir tributo.
Al mismo tiempo hubo una gran sequía que convirtió a Shaka en el gobernante absoluto de casi toda la región de Natal para 1824 debido a las luchas intertribales por fuentes de agua y comida que provocaron la desaparición de muchas tribus menores, dejando así extensas zonas al sur de la nación zulú convertidas en desiertos desolados habitados por caníbales.
El poder del Imperio zulú se basaba en la riqueza proporcionada por el ganado y la supremacía militar de su ejército bajo el control directo de Shaka, quien vivía como soberano absoluto en un kraal, ubicado cerca del río Tugela, con un radio de tres kilómetros protegidos por una empalizada de tres metros de altura que disponía de un complejo de estancias para la corte y la clase guerrera, y un recinto cercado para el ganado.
A nivel político, Shaka empezó a incrementar su poder limitando los privilegios de los jefes menores de la tribu en diversos aspectos, incluido el importante papel de ser intermediarios de los espíritus ancestrales y nombrando como jefes regionales a aquellos que le inspiraban mayor confianza.
Al parecer, llegó a imponer normas cada vez más estrictas en la sociedad zulú, que provocaron una completa separación de los guerreros y las mujeres; y existen versiones, afirmando que tenía tendencia a ordenar ejecuciones de manera caprichosa y arbitraria, como las de un europeo de nacionalidad desconocida, que estuvo en su corte y le describió como una persona de gran habilidad pero cruel, caprichoso, despiadado y agresivo. Éstas se suman a otro testimonio, que le describe como un tirano salvaje e inhumano, con una mezcla de perversidad y cuyo tema de conversación preferido era la guerra.
En cuanto a aspectos de su vida personal como la sexualidad, existen muchas leyendas contradictorias; pero parece ser que no era promiscuo, a pesar de que la poligamia era práctica común entre los zulúes, y de que tenía cientos de mujeres en su corte.
Fue entonces cuando, en 1824, empezaron a llegar a la zona expedicionarios holandeses y británicos como un factor que iba a alterar la situación general en el sureste de África. 
El estado que Shaka Zulú fue configurando basándose en las medidas que tomó trajo la migración de miles de personas. Esta es la época conocida como Mfecane, en la que se produjeron diversos enfrentamientos entre las distintas jefaturas por la hegemonía en la región entre 1820 y 1830. A raíz de estos acontecimientos se abrió paso una etapa de guerras y migraciones sucesivas. A pesar de esto, existe un debate por el cual el reino Zulú no fue el único motor que hizo surgir distintos reinos en esta región, sino que también entraron en juego en el proceso esclavistas, comerciantes y colonos europeos. No hay que olvidar que en el año 1820 se asentaron en el Cabo de Buena Esperanza ingleses y holandeses que pretendían expandirse hacia el interior, lo que fue provocando enfrentamientos con las tribus que ya vivían en aquellas zonas:

Más bien fue la compleja interacción de las sociedades africanas con los comerciantes de mano de obra blanca, de marfil y de esclavos lo que llevó a los jefes africanos a tomar parte por estrategias de defensa agresivas para consolidar sus reinos emergentes.

## Las mujeres de Shaka
Shaka renegaba del matrimonio, ya que consideraba que la unión impedía a los jóvenes la total eficiencia al establecer lazos familiares. A pesar de su postura radical, Nandi intentó convencerle en sucesivas ocasiones que se casara y le diera un nieto. 
Shaka tenía un gran harén, pero con ninguna estaba casado y las llamaba "hermanas". A pesar de esto, si algo muestra a lo largo de su vida es su amor hacia Pampata, una amiga de su hermana (Nomcoba). 
Shaka intentó no tener descendencia pero Mbuzikazi -una de las chicas de su harén- se quedó embarazada. Tras el aviso de Shaka a todas sus amantes que no permitiría tener un hijo, ésta decidió mantenerlo en secreto y dio a luz con la ayuda de Nandi. La madre de Shaka ocultó la existencia de su nieto, pero un día fue sorprendida por Shaka. Este no reaccionó como se creía y fue amigable con el muchacho.
Si algo está claro es que Pampata siempre ocupó el corazón de Shaka, mientras que Mbuzikazi era la dueña de su lujuria. Su verdadero amor fue su madre, Nandi. Cuando falleció se quedó desolado y comenzó la época "negra" de Shaka, en la que originó diversas matanzas. En esta época se apoyó en Pampata, que fue la única que pudo controlar la locura del rey zulú. 
Finalmente, Shaka contó con un harén de más de 1200 mujeres que estaban ubicadas en Bulawayo y en sus diversos kraals militares.

## Últimos años

Sudáfrica, 1885.

Hasta principios del siglo XIX la invasión europea de la zona se había limitado a regiones costeras como el asentamiento portugués de Maputo, en la bahía de Delagoa, al norte del territorio zulú y desde el cual los portugueses comerciaban principalmente con marfil, y esporádicamente con esclavos; pero a partir de la década de 1820 la situación empezaría a cambiar, los holandeses y británicos empezaron a instalarse en el cabo de Buena Esperanza y penetrar hacia el interior de África, teniendo lugar así los primeros enfrentamientos con los nativos.
El primer conflicto importante fue con la tribu xhosa tras el cual, años después, un destacado miembro de esa tribu llamado Jakot, quien tras haber sido esclavo de holandeses y británicos logró aprender sus lenguas hasta convertirse en intérprete, se presentó en la corte de Shaka tras un naufragio de una expedición británica en la que viajaba y le informó de la presencia de los europeos en la zona y sus costumbres. Shaka lo tomó a su servicio tras un exhaustivo interrogatorio y permaneció muchos años en la corte zulú como su consejero y confidente.
En 1824, un grupo de jóvenes británicos y holandeses llegaron a KwaBulawayo y presenciaron un intento de impresionarles con regalos de marfil y una especie de ceremonia compuesta por una danza interpretada por mujeres jóvenes, un desfile de tropas zulúes y una demostración de enormes rebaños de ganado con la intención de demostrarles la riqueza y el poder de la nación zulú.
Durante esta visita, Shaka sufrió un intento de asesinato en el que resultó gravemente herido y recibió cuidados médicos de uno de los europeos, Henry Finn, que logró curarle y obtener así un gran prestigio entre los zulúes, que hizo a Shaka intuir el poder potencial de los europeos y comenzara a interesarse por obtener la medicina practicada por estos.
Para ello empezó a hacer planes para formar una alianza con los británicos y conseguir su apoyo estableciendo relaciones comerciales importantes con estos. Logró obtener el compromiso de varios personajes de Port Natal (actual Durban) para llegar a un acuerdo mediante una propuesta pública en Ciudad del Cabo de mantener una entrevista, para la que el rey Jorge IV propuso a Shaka que enviase una representación a Ciudad del Cabo. Simultáneamente a las negociaciones con los británicos, Shaka también inició una campaña militar en su frontera norte contra los Ndwandwe, a los que ya había derrotado en 1818, en la que Henry Finn acompañó a la expedición en calidad de aliado y rehén, por lo que fue testigo presencial de muchos acontecimientos durante la misma.
En realidad, había varios hombres importantes además de Henry Finn y un jefe nativo local en Ciudad del Cabo que querían aprovechar las circunstancias para lograr derechos comerciales ilimitados y el jefe nativo había pretendido negociar con Shaka como mediador de Gran Bretaña, pero la realidad era que este no tenía autoridad para realizar ningún acuerdo en nombre de los británicos.
Esta fue una época en la que la tierra fue el factor clave del conflicto entre los colonos europeos y los nativos africanos que se extendió hasta el siglo XX. La mayoría de los africanos no tenía el concepto de propiedad de los europeos y por ello fueron víctimas de un descarado fraude por parte de colonos sin escrúpulos que consistía en usar impresiones dactilares del dedo pulgar como firma para realizar documentos legales de propiedad de forma fraudulenta para después presentarlos ante las autoridades coloniales y reclamar las tierras. Esto se hacía usando armas o ginebra como obsequio a los nativos. Lamentablemente, Shaka también fue objeto de este engaño, con el que le indujeron a entregar algunas de las tierras zulúes en Port Natal (actual Durban).
La organización militar de Shaka alcanzó su máximo nivel durante esta campaña. El ejército zulú avanzó en una formación de columna utilizando jóvenes adolescentes para conducir el ganado y las jovencitas para transportar comida y bebida a la vez que los niños merodeaban por los territorios asegurados por el ejército para cazar y aumentar el suministro de comida.
Por delante del grueso del ejército, Shaka envió una avanzadilla de exploradores y espías entrenados para actuar como señuelos y descubrir la ubicación del enemigo, al que descubrieron en las colinas Dololwane. Los niños regresaron al territorio zulú por razones de seguridad y, al entrar en batalla, Shaka ordenó a sus tropas utilizar la táctica habitual dividiéndose en cuatro formaciones a medida que los guerreros avanzaban desde lo alto de una ladera, con muchas mujeres y niños en su retaguardia. La batalla se desarrolló en tres choques frontales, durante los cuales el ejército zulú rechazó el ataque ndwandwe e hizo al enemigo batirse en retirada. Lo hostigaron en una persecución que les permitió matar a los guerreros supervivientes junto con las mujeres y los niños de la retaguardia, y se apoderaron de su ganado.
Esta victoria fue decisiva sobre los ndwandwe y colocó a Shaka en la cima de su poder, asegurando su frontera norte y provocando la huida de otras tribus recelosas del poder zulú hasta el lago Tanganika; y su sistema social quedó consolidado gracias a la eficacia de su ejército durante el resto de su reinado. Pero entonces ocurrieron una serie de acontecimientos que afectaron a Shaka psicológicamente e hicieron su comportamiento más errático e impredecible de lo habitual.
Shaka creyó necesario trasladar la capital fuera de KwaBulawayo pero no logró decidirse de forma definitiva al respecto, ya que una de las razones para hacerlo era su interés en establecer acuerdos con los británicos de Port Natal y acceder al creciente mercado de armas de fuego que llegaban a la zona.
Fue entonces cuando ocurrió un hecho que afectó a Shaka profundamente: la muerte de su madre, acontecimiento del que las circunstancias han sido reconstruidas mediante descripciones de Henry Finn y las recopilaciones de la tradición oral zulú. Existen, entonces, dos versiones. Finn cuenta en sus crónicas que vio a Nandi unas horas antes de morir, supuestamente enferma de disentería, pero la tradición oral zulú sugiere que Nandi engañó a su hijo para tener un nieto, ya que él siempre se mostraba paranoico ante la posibilidad de que un hijo le quitara el trono y obligaba a sus esposas a abortar o a sacrificar a sus hijos en cuanto nacían, Según esta versión, cuando descubrió el engaño, Shaka apuñaló a Nandi en un arranque de ira; después intentó salvarla, sin éxito.
Después de la muerte de Nandi, Shaka creyó que había existido una especie de complot para asesinar a Nandi, y prohibió a los zulúes beber leche y plantar cultivos. También prohibió las relaciones sexuales, por lo que cualquier mujer que quedó embarazada fue ejecutada junto con su marido. Como prueba de su inocencia en el supuesto complot contra Nandi, Shaka exigió a cada zulú pruebas evidentes de su tristeza; según Herny Finn, unas 7000 personas fueron ejecutadas por no demostrar una tristeza suficiente.
Mientras tanto, Shaka había escogido a un jefe para viajar por mar con una delegación hasta Ciudad del Cabo con ochenta colmillos de elefante como regalo para el rey Jorge IV y establecer un acuerdo con los británicos. La delegación zarpó en mayo de 1828 pero nunca llegó a Ciudad del Cabo, ya que fue detenida en Puerto Elizabeth durante varias semanas. Después se presentó ante ellos un enviado del gobernador británico en Ciudad del Cabo, diciéndoles de modo terminante que dicha delegación no le inspiraba confianza, que el rey zulú no ostentaba estatus alguno para su gobierno, y que no había ido hasta allí para negociar con ellos. Tras lo cual la delegación no tuvo más opción que regresar a la corte zulú para informarle de lo ocurrido. Poco después el jefe de la delegación murió, por lo que Shaka sospechó que lo habían envenenado.
Shaka reaccionó con paciencia ante el fracaso de la delegación, pero empezó a ser consciente de que los europeos tenían intereses contrarios a los suyos, y que estos eran una amenaza para él y su pueblo contra la que deberían enfrentarse tarde o temprano.
Simultáneamente, Shaka organizó una expedición militar contra la tribu mpondo para asegurar su frontera sur y capturar grandes rebaños de ganado para recompensar a sus aliados, culminando la campaña con una rápida victoria. Pero ésta tendría resultados contraproducentes a largo plazo, ya que algunas de las tribus derrotadas huyeron al sur y a Ciudad del Cabo, debido a lo cual los británicos empezaron a tener noticias sobre la brutalidad de Shaka. También muchos de sus enemigos habían huido a Port Natal, esperando encontrar apoyo para socavar el poder de Shaka.
Para agosto de 1828, Shaka estaba inmerso en una profunda crisis política como consecuencia del fracaso de las negociaciones con los británicos, que habían enviado un poderoso contingente de tropas hasta las fronteras zulúes para imponer su voluntad cuando apenas había acabado el conflicto con los mpondo.
Todo esto exacerbó sus temores respecto al futuro y le volvieron más inestable por lo que, antes de que su ejército volviera de la campaña contra los mpondo, ordenó ejecutar a las esposas de 400 guerreros por supuestas prácticas de brujería, y decidió enviar a su ejército de 50 000 hombres hasta la bahía Delagoa. Hizo que sus medios hermanos acompañaran al ejército para mantenerlos alejados de la Corte, pero estos fingieron estar enfermos para poder regresar a KwaBulawayo sin que Shaka se enterase. La noche del 23 de septiembre de 1828, Shaka recibió a una delegación  en la entrada de su palacio. Apenas se sentó frente a los delegados, con la complicidad del sirviente personal de Shaka, sus medios hermanos lo apuñalaron repetidamente, hasta asegurarse de su muerte.
| Predecesor: Senzangakona | Rey de los zulúes 1818-1828 (23 de septiembre). | Sucesor: Dingane |